# جان کلمن
جان کلمن (زاده ۱۹۳۵) نویسنده و نظریه پرداز توطئه است. او کتاب‌ها و مقاله‌های زیادی با مدعای تحلیل ساختار قدرت جهان نوشته است. او ادعا می‌کند که گروه نسبتاً کوچکی از آدم‌ها که او آن‌ها را کمیته ۳۰۰ می‌نامد، گروهی را تشکیل داده‌اند و جهان را اداره می‌کنند و هدف آن‌ها تشکیل جهانی با یک دولت است.
کتاب‌های کلمن بین دیگر نظریه پردازان توطئه مانند دیوید ایسکه و جیم مارس به خوبی پذیرفته شده‌است، و در کارهای آن‌ها معمولاً مورد استناد قرار می‌گیرد. از نظر کلمن اخوان المسلمین یک گروه مخفی فراماسونری است که با حمایت توماس ادوارد لورنس، برتراند راسل، جان فیلبی برای عقب مانده نگه داشتن خاورمیانه به منظور غارت نفت و منابع طبیعی آن‌ها شکل گرفته‌است. کلمن نهادهای بسیاری مانند باشگاه رم را مورد انتقاد قرار داده است. وی در مجموع ۲۲ کتاب نوشته است، و هم اینک هفته‌نامه به نام "گزارش اطلاعات هفتگی" را به چاپ می‌رساند.